# Photuris salina
Photuris salina är en skalbaggsart som beskrevs av Barber 1951. Photuris salina ingår i släktet Photuris och familjen lysmaskar. Inga underarter finns listade i Catalogue of Life.